# Molokai
Molokai (Molokaʻi in lingua hawaiana) è la quinta isola dell'arcipelago delle Hawaii in termini di dimensioni, con una lunghezza di 61 km, una larghezza di 16 km e una superficie di 673 km². L'isola si trova circa 40 km a ovest di Oahu, dalla quale è separata dal canale di Kaiwi, mentre il canale di Kalohi a sud la distanzia dall'isola minore di Lanai.
Il suo punto più alto è il monte Kamakou, culminante a 1 515 metri s.l.m.: l'isola vanta inoltre tra le più alte scogliere al mondo, quali quella presso Umilehi Point, che raggiunge i 1 005 metri sopra il livello dell'Oceano Pacifico.
È scarsamente popolata, con 7 255 abitanti nel 2010, una percentuale elevata dei quali sono nativi Hawaiiani.
Soprannominata l'isola amichevole, Molokai è una delle meno sviluppate fra le isole principali dell'arcipelago.

## Storia
Tra il 450 ed il 650 l'isola di Molokai fu colonizzata dai polinesiani, provenienti dalle isole Marchesi, Tahiti ed altre isole vicine del Pacifico. Nel 700 dC, nuove migrazioni ebbero luogo, aumentando la popolazione dell'isola.
Durante questo periodo, Molokai riuscì a mantenere la pace e l'anonimato, dal momento che gli abitanti delle vicine isole di Maui e Oahu non interagirono con la gente di Molokai. Lo status del sacerdote di Molokai, o il kahuna, potrebbe aver contribuito a ciò, ma l'isola rimase comunque inosservata, se non in occasioni di matrimoni reali.
Durante il XVIII secolo sfociarono dei conflitti interni tra i capi tribù a causa della competizione per il controllo delle zone di pesca di Molokai. Quando i capi delle isole vicine furono chiamati a contribuire alla soluzione dei conflitti, Molokai cadde sotto il controllo di Oahu. Quando il re di Maui fu in grado di conquistare Oahu, Molokai passò sotto il dominio del re di Maui. Durante il regno del re Kamehameha il Grande l'isola fu conquistata nuovamente, ma questa volta come una parte delle isole delle Hawaii unificate.
I primi non polinesiani ad avvistare l'isola furono dei britannici, guidati dal capitano ed esploratore James Cook, durante la sua terza spedizione, nel novembre del 1778.
Il primo europeo a mettere effettivamente piede su Molokai fu George Dixon nel 1786, capitano di marina inglese noto per aver affiancato Cook durante il suo ultimo viaggio nell'Oceano Pacifico.

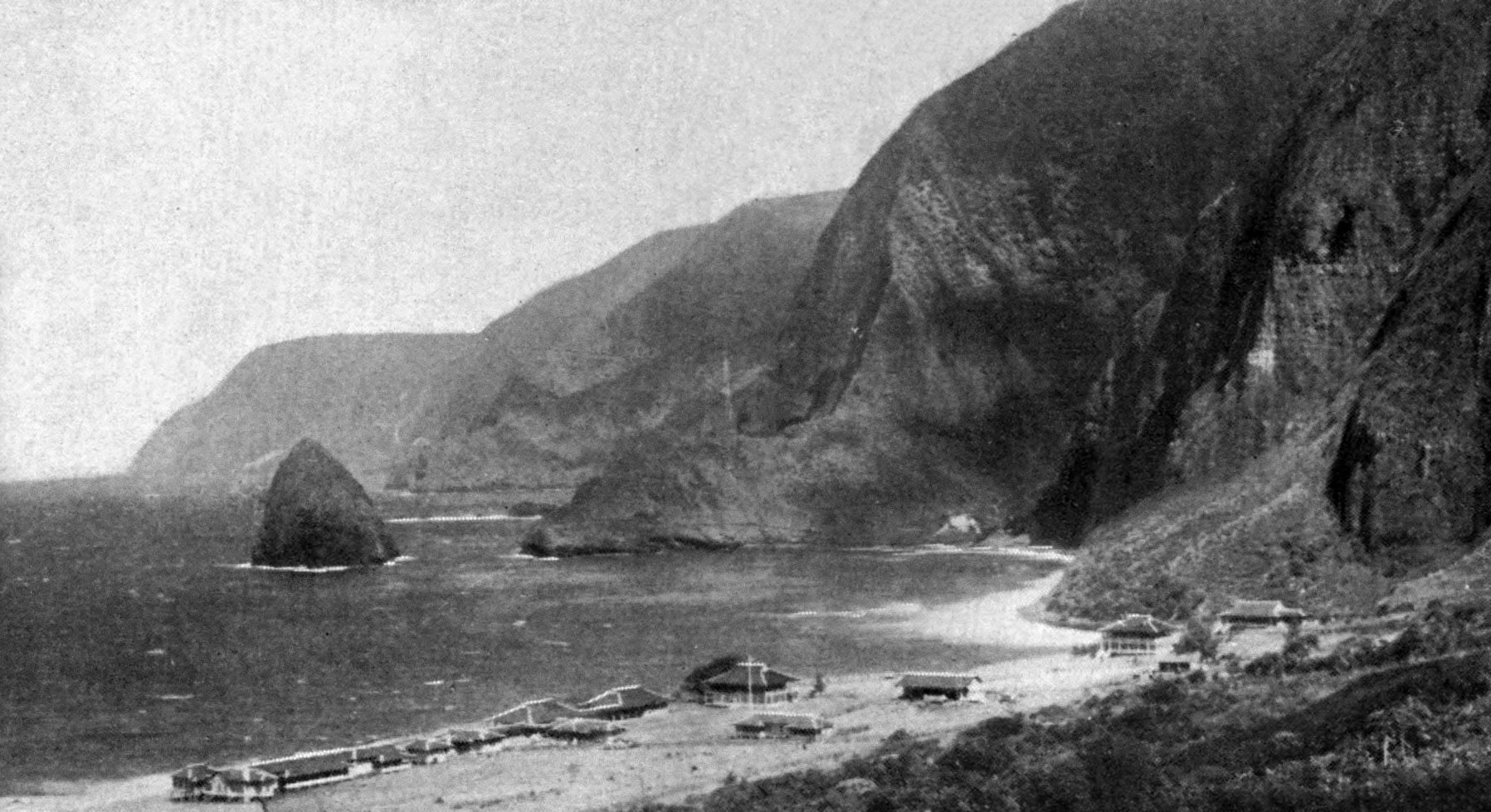
Nel 1907 Molokai era dotata di un lebbrosario federale.

Durante i primi dell'Ottocento, l'isola fu visitata da missionari cattolici e nel 1832 fu fondata la prima chiesa missionaria nella parte orientale dell'isola.
Intorno alla metà dell'Ottocento, molto prima della sua fama come destinazione turistica, Kamehameha V, in veste di sovrano dell'intero arcipelago delle Hawaii, si fece costruire una residenza per le vacanze presso la spiaggia di Kaunakakai. Kamehameha V aveva anche una residenza di campagna sull'isola, la cui terra ed il bestiame furono acquistati dalla popolazione locale di Molokai. Egli ordinò anche la piantagione di palme da cocco e l'allevamento di cervi.
Molokai è conosciuta nell'ambito della religione cattolica per essere stata per molto tempo la residenza di Damiano de Veuster, missionario fiammingo, e di Marianna Cope, suora francescana di Syracuse, entrambi proclamati santi dalla Chiesa cattolica per il loro supporto e le cure prestate agli affetti di lebbra a fine Ottocento, presso la colonia di Kalaupapa. Oggi Molokai sta godendo di una fiorente industria del turismo, con un numero crescente di turisti alla scoperta delle bellezze naturali dell'isola. La vita degli isolani si affida sull'allevamento del bestiame, in particolare di pecore, e sulla produzione di miele.

## Geografia

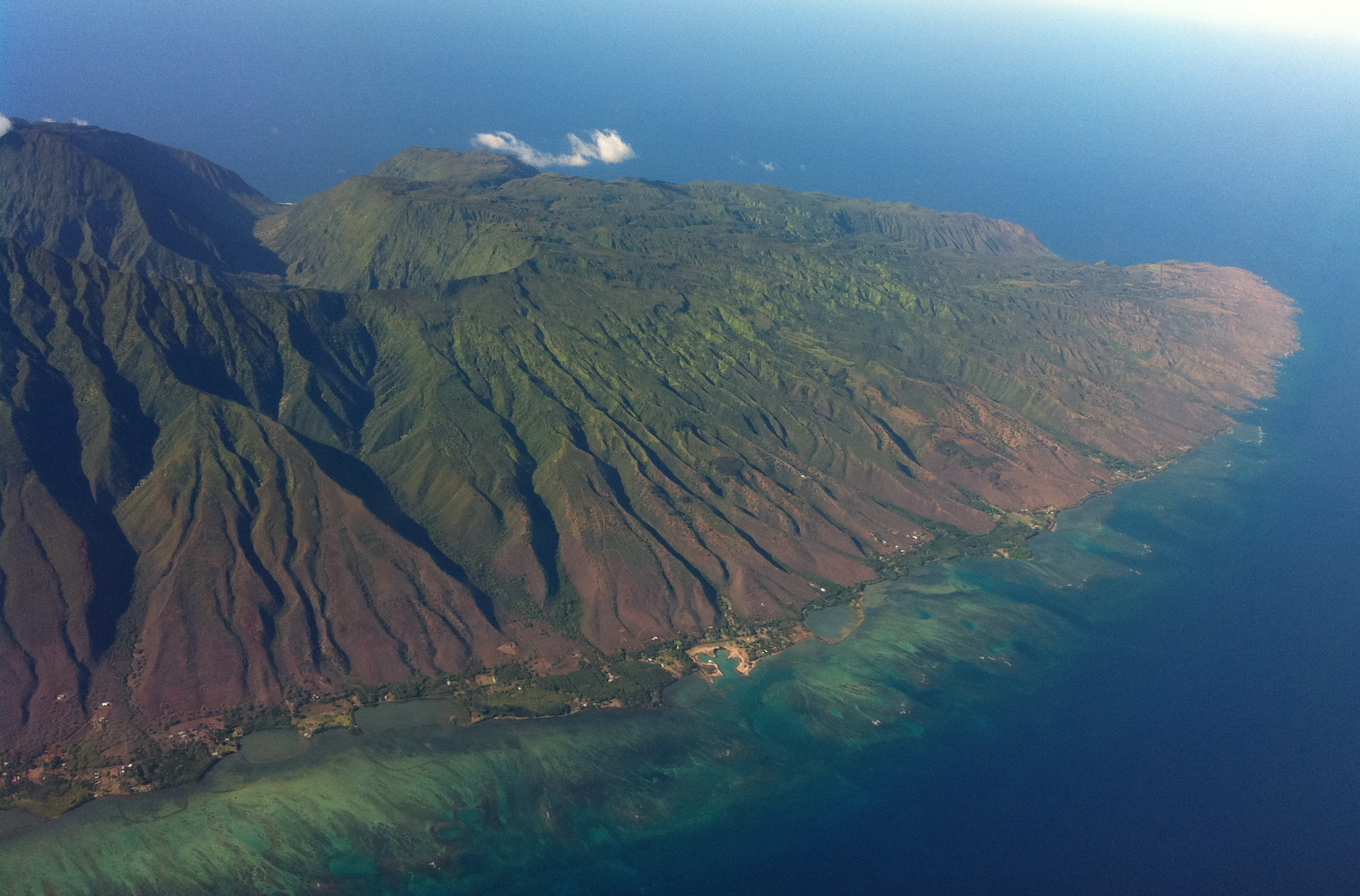
Eastern Molokai con una porzione del Monte Kamakou e la Molokai Forest Reserve.

Molokai è costituita da due vulcani a scudo, il vulcano Wailau, noto anche come East Molokai, ed il West Molokai.
Il punto più alto dell'isola è il Monte Kamakou, su East Molokai, che si solleva 1 515 metri sopra il livello del mare. Il vulcano Wailau, analogamente al Koʻolau Range di O'ahu, è ciò che rimane al giorno d'oggi della metà meridionale della montagna: la parte settentrionale, approssimativamente 1,5 milioni di anni fa, subì un collasso catastrofico, e attualmente di essa rimane solo un cumulo di detriti sul fondo dell'Oceano Pacifico, e le imponenti scogliere, tra le più alte al mondo. I faraglioni e le scogliere di Molokai furono riprese nel film Jurassic Park III. La costa meridionale di Molokai vanta una barriera corallina di 40 km, la più lunga negli Stati Uniti.
Da un punto di vista amministrativo, Molokai fa parte dello Stato delle Hawaii e della Contea di Maui, con l'eccezione della penisola Kaulapapa che è amministrata separatamente, sotto la Contea di Kalawao.
La città più grande è Kaunakakai, che è anche uno dei due porti sull'isola.

## Popolazione
Secondo il Census 2010, il 61,6% della popolazione dell'isola era costituito da nativi hawaiiani o parzialmente hawaiiani, il 30,7% da persone di origine filippina, l'11,7% da individui di origine giapponese. Molokai è l'isola con la più elevata percentuale di residenti di origine hawaiiana: ad eccezione di Niihau, nelle altre isole dell'arcipelago il valore non supera il 30%, ovvero neanche la metà di quelli presenti su Molokai.

## Ecologia

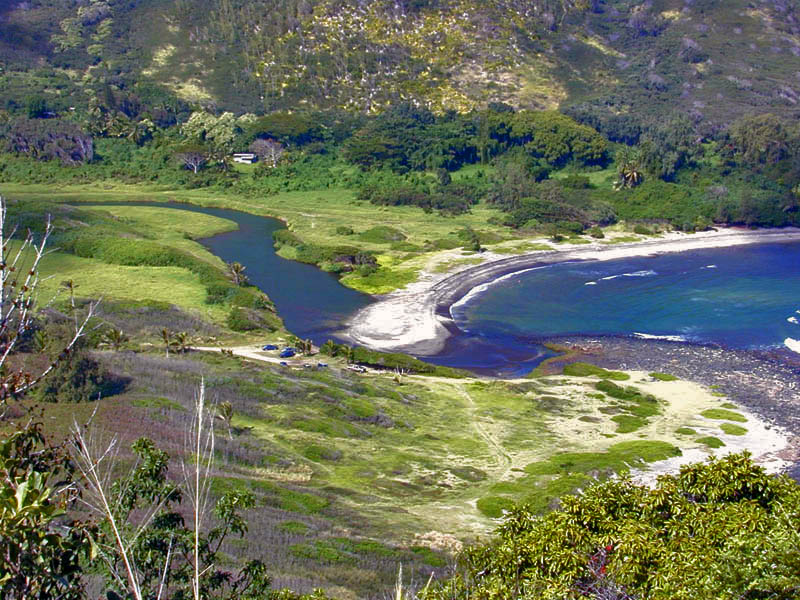
Halawa Bay Beach Park, presso la punta orientale di Molokai.

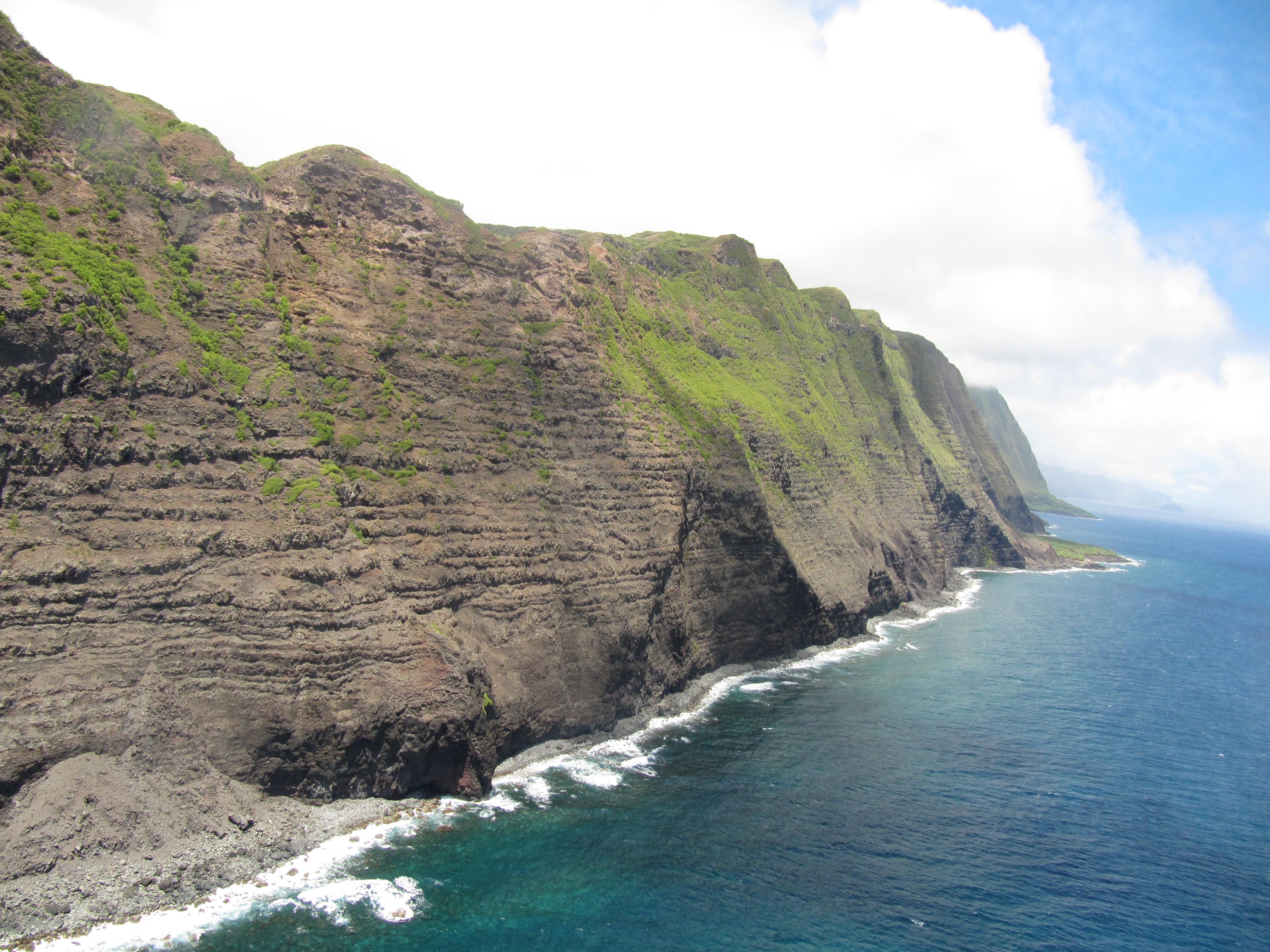
Le scogliere di Molokai sono le più alte al mondo.

Molokai è divisa in due distinte aree geografiche. La metà a sud-ovest è molto asciutta ed il suolo è denudato dal pascolo di capre e dalle scarse pratiche di gestione del territorio: praticamente l'intera zona è coperta da alberi di kiawe non nativi.
Una delle poche aree naturali quasi intatte sono le dune costiere del Mo'moomi a nord-ovest, che fanno parte del Nature Conservancy Preserve.
La parte orientale dell'isola è un altopiano che si innalza fino all'altezza di 1515 metri del picco del monte Kamakou e comprende i 11,23 km² del Molokai Forest Reserve. Questa metà è coperta da rigogliose foreste pluviali, nelle quali le precipitazioni annue superano i 680 mm.
Le foreste d'alta quota sono popolate da alberi di ʻōhiʻa lehua (Metrosideros polymorpha), mentre nel sottobosco la flora e la fauna endemiche sono estremamente varie.
La vegetazione sotto i 1200 m è dominata da flora tropicale, tra cui la guayaba peruana, i cipressi e l'eucalipto. I cervi pomellati ed i suini selvatici, entrambe specie introdotte, vagano per le foreste distruggendo sia le piante autoctone sia quelle introdotte, disperdendone i semi.
Molokai ospita un grande numero di specie autoctone: tuttavia, molte di queste, tra cui l'Olomaʻo (Myadestes lanaiensis) il kākāwahie (Paroreomyza flammea), ed il Molokaʻi ʻŌʻō si sono estinte. Per preservare l'ambiente isolano originario, sulla parte settentrionale di Molokai è presente il Parco nazionale storico di Kalaupapa.

## Turismo
Per anni gli abitanti dell'isola si sono opposti a tentativi di aumentare drasticamente il turismo: i membri della comunità hanno resistito con successo ai tentativi di espansione della compagnia Molokai Ranch attraverso il movimento "Save La'au Point". Come risultato, il 24 marzo 2008, quello che era il più grande datore di lavoro dell'isola decise di chiudere tutte le attività, tra cui alberghi, cinema, ristoranti, campi da golf e benzinai licenziando 120 lavoratori. Molokai ha attualmente un tasso di disoccupazione del 12,7%, il più alto delle Hawaii.
La rivista National Geographic Traveler ed il National Geographic Center for Sustainable Destinations, con l'aiuto della George Washington University redigono annualmente delle graduatorie di "destinazioni sostenibili": nel 2007, un comitato di esperti del turismo sostenibile classificarono 111 isole abitate dall'uomo ed arcipelaghi nel mondo: Molokai si classificò al decimo posto. L'indagine citò la bellezza incontaminata dell'isola, i suoi paesaggi tropicali e le tradizioni hawaiiane profondamente radicate, insieme ad un'elevata responsabilità ambientale ed un atteggiamento amichevole della popolazione verso i visitatori. Le isole limitrofe di Hawaii, Kauai, Maui ed Oahu, si classificarono rispettivamente 50º, 61º, 81º e 104º. Tahiti si classificò 57º.
Il mezzo principale per raggiungere l'isola è l'aereo. Diverse compagnie aeree effettuano voli da Maui e Honolulu: l'aeroporto di Molokai è locato 11 km a nordovest da Kaunakakai. Alternativamente vengono effettuate due tratte giornaliere via traghetto da Maui.